# Ricciella heyeri
Ricciella heyeri là một loài rêu trong họ Ricciaceae. Loài này được Huebener ex Genth mô tả khoa học đầu tiên năm 1835.
Danh pháp khoa học của loài này chưa được làm sáng tỏ. 